# Герб на Виетнам
Националният герб на Социалистическа република Виетнам (от хералдическа гледна точка – емблема) представлява окръжност, на която в средата на червен фон е изобразена жълта звезда – символ на революционната история на нацията. Окръжността и звездата са оградени от оризови класове – символ на земеделието. Под тях е разположено половин зъбно колело – символ на индустрията. Под колелото, върху червена лента има надпис „Социалистическа република Виетнам“.
Националният герб е одобрен през септември 1955 г. от петата сесия на Народното събрание на Виетнам.